# Mezera
V komunikaci je mezera prostor mezi psanými slovy. V písmu je pak (u ručního psaní) odstup mezi slovy, na psacím stroji je pro mezeru vyhrazena klávesa na klávesnici (mezerník) a v počítačovém kódu znak (ASCII kód 32 pro běžnou, „univerzální“ mezeru, v typografii pak několik dalších).
V hlasové komunikaci má podobu pauzy (ticha), kterou mezi jednotlivými slovy lze dělat; v běžné řeči na sebe slova bezprostředně navazují a oddělují se česky přízvukem, spodobou souhlásek, rázem apod. a zpravidla nikoliv přestávkou.
Mezera spolu s tabulátorem a odřádkováním patří mezi tzv. bílé znaky.

## Historický vynález mezery

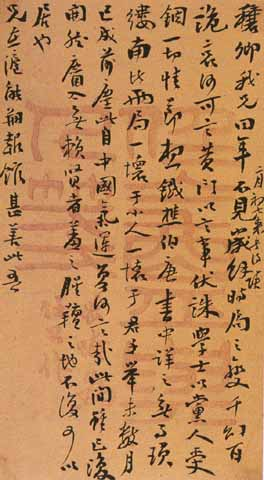

Mezeru začali poprvé používat staří Řekové, od nich i Římané a inspirací nebo spolu s latinkou ji převzaly ostatní národy.
Starověká písma (např. egyptská písma nebo fénické písmo) mezery neměly. Čínské ideografické písmo mezery dosud rovněž nemá, ačkoliv je většina slov dvojslabičná a tedy dvouznaková.

## V typografii
V typografii se už před érou počítačů etablovalo hned několik mezer, podle své funkce:
- běžná mezera,
- nezlomitelná mezera, která zamezuje zalomení řádku v místech, kdy je to nevhodné (např. za jednopísmennými předložkami, mezi číslem a jednotkou, apod.)

…nebo též podle své šířky:
- úzká mezera,
- široká či rozšířená mezera, o délkách en nebo em (typografické jednotky různé pro každý řez písma),
- za speciální případ mezery může být považován tabulátor

Při sázení sloupků textu zarovnaných do bloku se šířka mezer musí dopočítat. Sázecí programy u zalamování textu mohou počítat s mnoha proměnnými (od přesahů jednotlivých glyfů, přes kerning, ligatury, dělení slov, estetická podoba), navíc mohou řešit různá obtékání textu, pravidla „sirotků“ a „vdov“ (nadpis na konci stránky), „řek“ (opticky nelíbivé mezery na stejném místě v řádku v několika řádcích pod sebou) a další různé problémy.